# Generalsionisterna
Generalsionisterna (ציונים כלליים) var en del av den sionistiska rörelsen som drev fram bildandet av staten Israel. 
1922 bildades Generalsionisterna som en mittsökande, partipolitiskt obunden grupp inom den sionistiska rörelsen men kom att småningom förknippas med västerländsk medelklassliberalism.
Mellan 1931 och 1945 var Generalsionisterna splittrade i två grupperingar med olika syn på ekonomiska, socialpolitiska och arbetsmarknadsmässiga frågor.
Generalsionisterna var representerade i Knesset under staten Israels första tretton år som självständig stat och var ett tag landets näst största parti.
1961 gick man samman med ett annat mittenparti och bildade det Liberala partiet.